# Louis-Joseph Deleuil

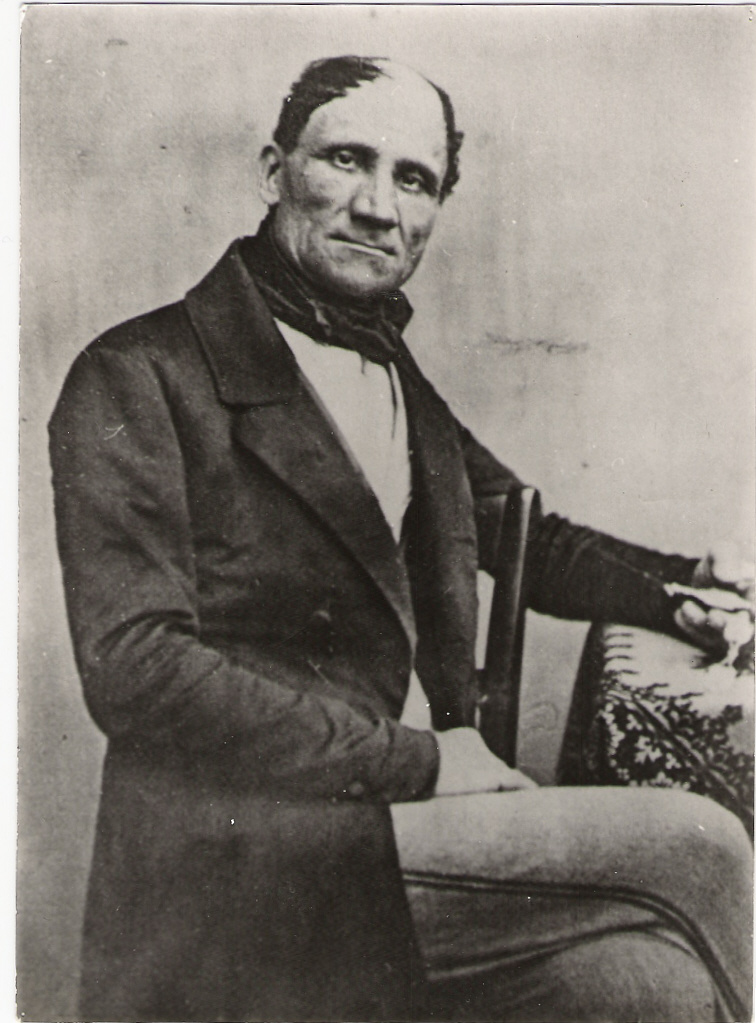
Louis-Joseph Deleuil

Louis-Joseph Deleuil (* 7. April 1795 in Aix-en-Provence, Département Bouches-du-Rhône; † 9. August 1862 in Paris) war ein französischer Wissenschaftler.

## Leben und Werk
Deleuil gehörte zu den Pionieren der elektrischen Beleuchtung. Gemeinsam mit Henri Adolphe Archereau experimentierte er in den Jahren 1841 bis 1844 mit Kohlebogenlampen. Dabei wurde von ihnen auch der Place de la Concorde in Paris beleuchtet, dabei mussten die abbrennenden Kohlestäbe noch mit der Hand nachjustiert werden. Später konstruierte er unter anderem eine Luftpumpe und betrieb Versuche mit Trockeneis.
Deleuil starb mit 67 Jahren in Paris und fand auf dem Cimetière de Montmartre seine letzte Ruhestätte.

## Ehrungen
- 22. November 1851 Ritter der Ehrenlegion
- 1857 Medaille de Sainte-Hélène